# Hydrotaea incompta
Hydrotaea incompta este o specie de muște din genul Hydrotaea, familia Muscidae. A fost descrisă pentru prima dată de Johann Wilhelm Meigen în anul 1826. Conform Catalogue of Life specia Hydrotaea incompta nu are subspecii cunoscute.